# Let nad kukavičjim gnezdom (film)
Let nad kukavičjim gnezdom (angleško One Flew Over the Cuckoo's Nest) je ameriški komično-dramski film iz leta 1975, ki ga je režiral Miloš Forman po istoimenskem romanu Kena Keseyja in na romanu temelječi igri Dalea Wassermana. V glavni vlogi nastopa Jack Nicholson kot Randle McMurphy, nov pacient v psihiatrični bolnišnici, v ostalih vlogah pa Louise Fletcher, William Redfield, Will Sampson, Sydney Lassick, Brad Dourif, Danny DeVito in Christopher Lloyd v svojem debiju.
Snemanje so pričeli januarja 1975 in je trajalo tri mesece v mestu Salem in okolici ter na Oregonski obali. Producenti so se odločili posneti film v resnični psihiatrični bolnišnici Oregon State Hospital, ker je že roman določal to lokacijo. 
Nekateri film uvrščajo med najboljše filme vseh časov, Ameriški filmski inštitut ga je na lestvici stotih najboljših ameriških filmov AFI's 100 Years...100 Movies uvrstil na 20. mesto. Kot drugi film v zgodovini je prejel oskarja v petih najpomembnejših kategorijah, za najboljši film, najboljši moško (Nicholson) in žensko (Fletcher) glavno vlogo ter najboljši režijo in scenarij (Lawrence Hauben in Bo Goldman). Kot prvemu je podobno uspelo filmu Zgodilo se je neke noči  leta 1934, naslednjič pa filmu Ko jagenjčki obmolknejo leta 1991. Nagrajen je bil še s po šestimi Zlatimi globusi in nagradami BAFTA. Leta 1993 ga je ameriška Kongresna knjižnica izbrala za ohranitev v okviru Narodnega filmskega registra zavoljo njegove »kulturne, zgodovinske ali estetske vrednosti«.

## Vloge
- Jack Nicholson kot Randle Patrick »R.P.« McMurphy
- Louise Fletcher kot sestra Mildred Ratched
- Will Sampson kot šef Bromden
- William Redfield kot Dale Harding
- Brad Dourif kot Billy Bibbit
- Sydney Lassick kot Charlie Cheswick
- Christopher Lloyd kot Max Taber
- Danny DeVito kot Martini
- Dean Brooks kot dr. John Spivey
- William Duell kot Jim Sefelt
- Vincent Schiavelli kot Bruce Frederickson
- Michael Berryman kot Ellis
- Nathan George kot pomočnik Washington
- Marya Small kot Candy
- Scatman Crothers kot Orderly Turkle
- Phil Roth kot Woolsey
- Louisa Moritz kot Rose
- Peter Brocco kot Col. Matterson
- Josip Elic kot Bancini
- Mimi Sarkisian kot sestra Pilbow